# Carl Nebel

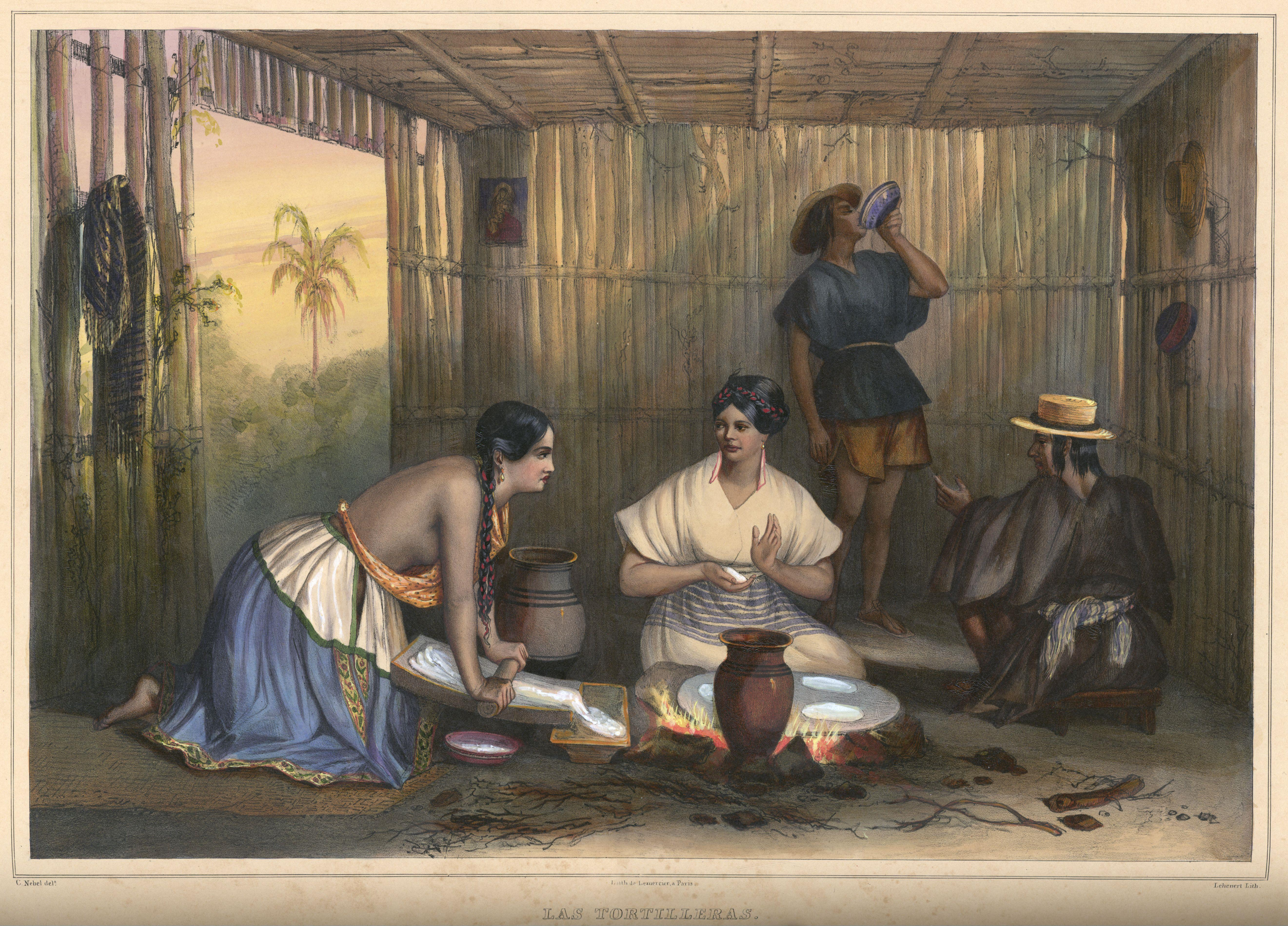
Las Tortilleras è una delle 50 lastre del Voyage pittoresque et archéologique dans la partie la plus intéressante du Mexique di Nebel

Carl Nebel (Altona, 18 marzo 1805 – Parigi, 4 giugno 1855) è stato un ingegnere, architetto e disegnatore tedesco, noto soprattutto per i suoi dettagliati dipinti del paesaggio e del popolo messicano e delle battaglie della guerra messico-statunitense.

## Biografia
Nebel nacque ad Altona, oggi parte di Amburgo. Dopo studi ad Amburgo e Parigi, si trasferì in America, dove risiedette in Messico dal 1829 fino al 1834. Nel 1836, pubblicò a Parigi la sua celebre opera illustrata su quel paese, Voyage pittoresque et archéologique dans la partie la plus intéressante du Méxique (Viaggio pittoresco e archeologico nella parte più interessante del Messico), con 50 litografie ricavate dai suoi dipinti, venti delle quali erano colorate a mano, e un'introduzione scritta da Alexander von Humboldt.
Nel 1851, pubblicò insieme a George Wilkins Kendall alcuni dei suoi dipinti degli eventi della guerra messico-statunitense nel libro The War between the United States and Mexico Illustrated (La guerra tra gli Stati Uniti e il Messico illustrata). Il libro conteneva dodici litografie a colori fatte da Adolphe Jean-Baptiste Bayot ed era stampato da Joseph Lemercier - un'importante sodalizio litografico del tempo. In entrambi i casi, le illustrazioni di Nebel furono esaltate dal suo utilizzo delle più recenti tecniche di stampa sviluppate in Francia.

## Galleria d'immagini

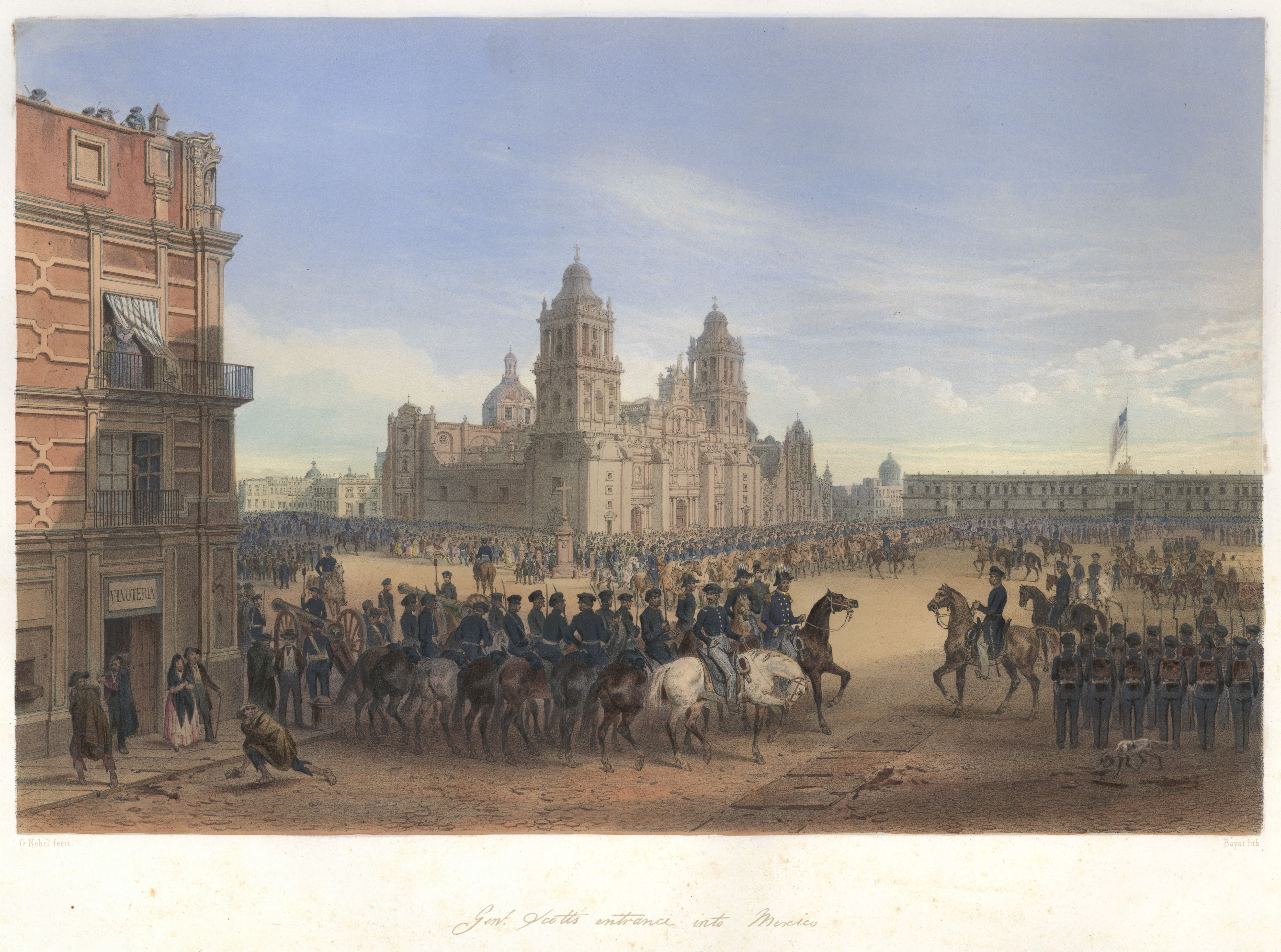
Questo dipinto di Carl Nebel raffigura Winfield Scott mentre entra nella Piazza della Costituzione a Città del Messico; la Cattedrale Metropolitana è sullo sfondo.
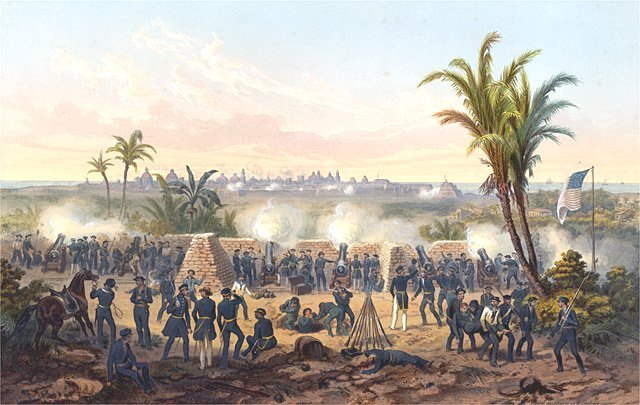
La battaglia di Vera Cruz.